# Carlo Rola
Carlo Rola (6 de octubre de 1958 - 14 de marzo de 2016) fue un director, productor, guionista y actor cinematográfico y televisivo de nacionalidad alemana.

## Biografía
Nacido en Spalt, Alemania, Carlo Rola estudió derecho desde el año 1978 en la Universidad Johann Wolfgang Goethe, a la vez que trabajaba como extra teatral.
A partir de 1981 se dedicó exclusivamente al teatro y la ópera, trabajando como ayudante de dirección con Hans Neuenfels, Ruth Berghaus y Peter Stein en diferentes producciones llevadas  a escena en Hamburgo, Frankfurt y Berlín. Su debut como director llegó en 1983 en Frankfurt con una representación en inglés de Un tranvía llamado Deseo. Además, en esa época empezó también a trabajar para el cine y la televisión.
En el año 1994 Carlo Rola fue profesor de cortos comerciales en la Universidad de Cine Babelsberg, y entre 1999 y 2001 fue director en la Deutsche Film- und Fernsehakademie Berlin (DFFB). 
Desde sus inicios como director trabajó también en la elaboración de guiones y diálogos. Colaboró en diferentes episodios de producciones televisivas como Rosa Roth, Die Patriarchin y Afrika Mon Amour, además de rodar cortos comerciales, tráileres y videos musicales, tanto nacionales como internacionales.
En 1996 fundó en Berlín con Oliver Berben la MOOVIE the art of entertainment GmbH. A partir de entonces la compañía produjo más de cuarenta filmes, treinta de ellos dirigidos por él.
Carlo Rola estuvo casado con la actriz Dennenesch Zoudé. Y, falleció en marzo de 2016 en Berlín, a causa de una muerte súbita cardiaca. Tenía 57 años de edad.

## Filmografía

### Director cinematográfico
- 1993/1994 : Im Himmel hört dich niemand weinen
- 1996 : Peanuts – Die Bank zahlt alles
- 2000 : Sass

### Director televisivo
- 1985–1988 : Mission Terra
- 1989 : Das Geheimnis des gelben Geparden
- 1990 : Das zweite Leben
- 1993/1994 : Hörigkeit des Herzens - Die Skrupellosen
- 1994 : Rosa Roth: In Liebe und Tod
- 1994 : Polizeiruf 110: Opfergang
- 1994 : Tod in Miami
- 1994 : Jean Abel: Rufmord
- 1994 : Blutige Spur
- 1995 : Rosa Roth: Lügen
- 1995 : Rosa Roth: Verlorenes Leben
- 1996 : Rosa Roth: Nirgendwohin
- 1996 : Rosa Roth: Montag, 26. November
- 1996 : Code Red
- 1996 : Peanuts – Die Bank zahlt alles
- 1997 : Der stille Herr Genardy
- 1997 : Rosa Roth: Berlin
- 1997 : Rosa Roth: Die Stimme
- 1997 : Rosa Roth: Wintersaat
- 1998 : Rosa Roth: Küsse und Bisse
- 1998 : Rosa Roth: Jerusalem oder Die Reise in den Tod
- 1998 : Das Miststück
- 1999 : Der Solist – Kein Weg zurück
- 1999 : Rosa Roth: Die Retterin
- 1999 : Todsünden – die zwei Gesichter einer Frau
- 1999 : Rosa Roth: Tod eines Bullen
- 2000 : Gefährliche Träume – Das Geheimnis einer Frau
- 2001 : Rosa Roth: Täusche deinen Nächsten wie dich selbst
- 2001 : Rosa Roth: Die Abrechnung
- 2001 : Rosa Roth: Geschlossene Gesellschaft
- 2002 : Die schöne Braut in Schwarz
- 2002 : Rosa Roth: Das leise Sterben des Kolibri
- 2002 : Rosa Roth: Die Gedanken sind frei
- 2003 : Schöne Witwen küssen besser
- 2003 : Und jetzt, Israel?
- 2003 : Rosa Roth: Flucht nach vorn
- 2003 : Rosa Roth: Freundeskreis
- 2004 : Die Patriarchin (miniserie)
- 2005 : Rosa Roth: Im Namen des Vaters
- 2005 : Rosa Roth: In guten Händen
- 2006 : Rosa Roth: Der Tag wird kommen (3 partes)
- 2007 : Afrika, mon amour (miniserie)
- 2008 : Und Jimmy ging zum Regenbogen
- 2008 : Gott schützt die Liebenden
- 2008 : Rosa Roth: Der Fall des Jochen B.
- 2008 : Rosa Roth: Das Mädchen aus Sumy
- 2008 : Krupp – Eine deutsche Familie (miniserie)
- 2009 : Rosa Roth: Menetekel
- 2009 : Rosa Roth: Das Angebot des Tages
- 2010 : Die Familie
- 2010 : Liebe ist nur ein Wort
- 2011 : Niemand ist eine Insel
- 2011 : Familiengeheimnisse – Liebe, Schuld und Tod
- 2012 : Das Kindermädchen
- 2014 : Götz von Berlichingen
- 2015 : Die Himmelsleiter
- 2015 : Die Wallensteins – Dresdner Dämonen

### Productor televisivo
- 1993/1994 : Im Himmel hört dich niemand weinen
- 2007 : Gott schützt die Liebenden

## Teatro
- 1983 : Un tranvía llamado Deseo
- 2004/2005 : Hitlers Tischgespräche im Führerhauptquartier

## Audiolibro
- 2006 : Der Himmel war eine große Gegenwart

## Premios
- DIVA 2006 por Die Patriarchin
- Verleihung der Goldenen Kamera por Die Patriarchin 2005
- Mejor director por Sass en el Festival Internacional de Cine de Tokio de 2002
- Nominado al Premio Grimme de 2000 por Der Solist – Kein Weg zurück
- Beste Kamera por Verlorenes Leben en 1997 en Reims (10e Rencontres Europénnes de Télévision)
- Finalista del Festival de Cine de Nueva York por Sieben Feuer des Todes
- Premio del Festival de Cine Porto por Das Missverständnis
- Premio Grimme en Plata por Moskito